# Бержер (кресло)
Бержер (фр. bergère — пастушка) — тип мебели, характерный для искусства Франции XVIII века, «глубокое мягкое кресло с обивкой, подлокотниками и высокой округлой спинкой, часто на невысоких изогнутых ножках типа кабриоль. Такое кресло обтягивали бархатом или гобеленом, подлокотники дополняли мягкими валиками, а сиденье — пуховой подушкой».
В XVIII веке такие кресла представляли собой «подвижную мебель» (фр. meuble courant), предназначенную для перемещения по комнате с целью удобства, в отличие от корпусной мебели, размещённой постоянно вдоль стен. Мягкие боковые «крылья» защищали лицо от жара камина или от сквозняков, отсюда название: «пастушка с ушами» (bergère à oreilles) или, более причудливо, «пастушка исповедальная» (bergère confessionale), как если бы обитатель был скрыт от глаз, как на исповеди. Кресло-бержер может иметь скошенную спинку, «под королеву» (à la reine). Бержер с низкой изогнутой спинкой, плавно переходящей в подлокотники, называется «маркиза» (marquise).
Происхождение такого кресла связывают с развитием конструкции кушетки периода французского Регентства; кресло-бержер было особенно популярно в эпоху рококо, пережило неоклассицизм второй половины XVIII века и вновь вошло в моду период второго и третьего рококо середины и конца XIX столетия.
В случаях, когда два кресла типа бержер обращены друг к другу и между ними помещается подобие пуфа (фр. duchesse, таким образом, что всё вместе составляет длинное ложе, на котором можно вытянуться либо поместиться полулёжа вдвоём, лицом друг к другу, подобная композиция именуется «дюшес-бризе» (фр. duchesse brisée).

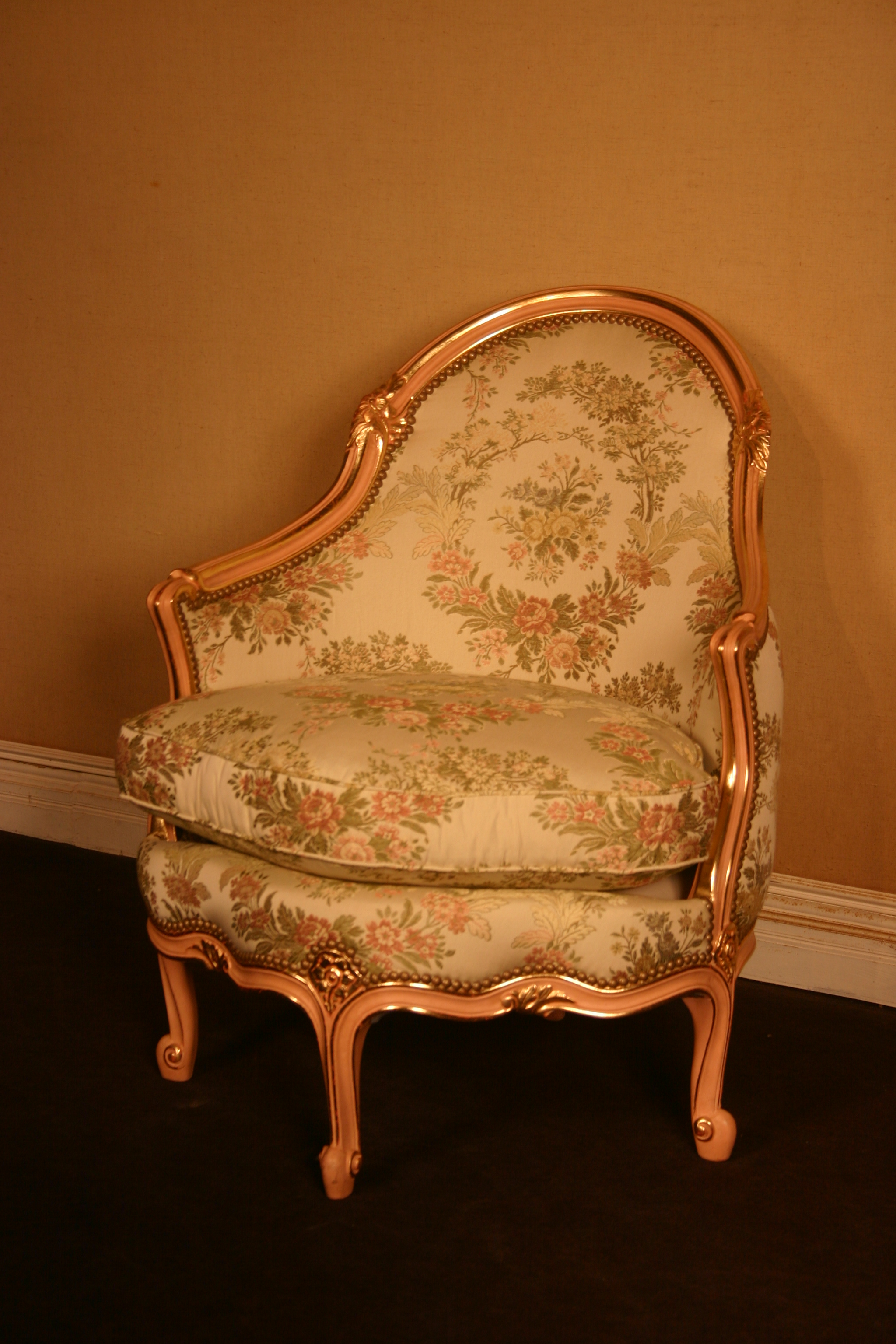
Кресло-бержер в стиле Людовика XV. Мастерская Фрере, Париж
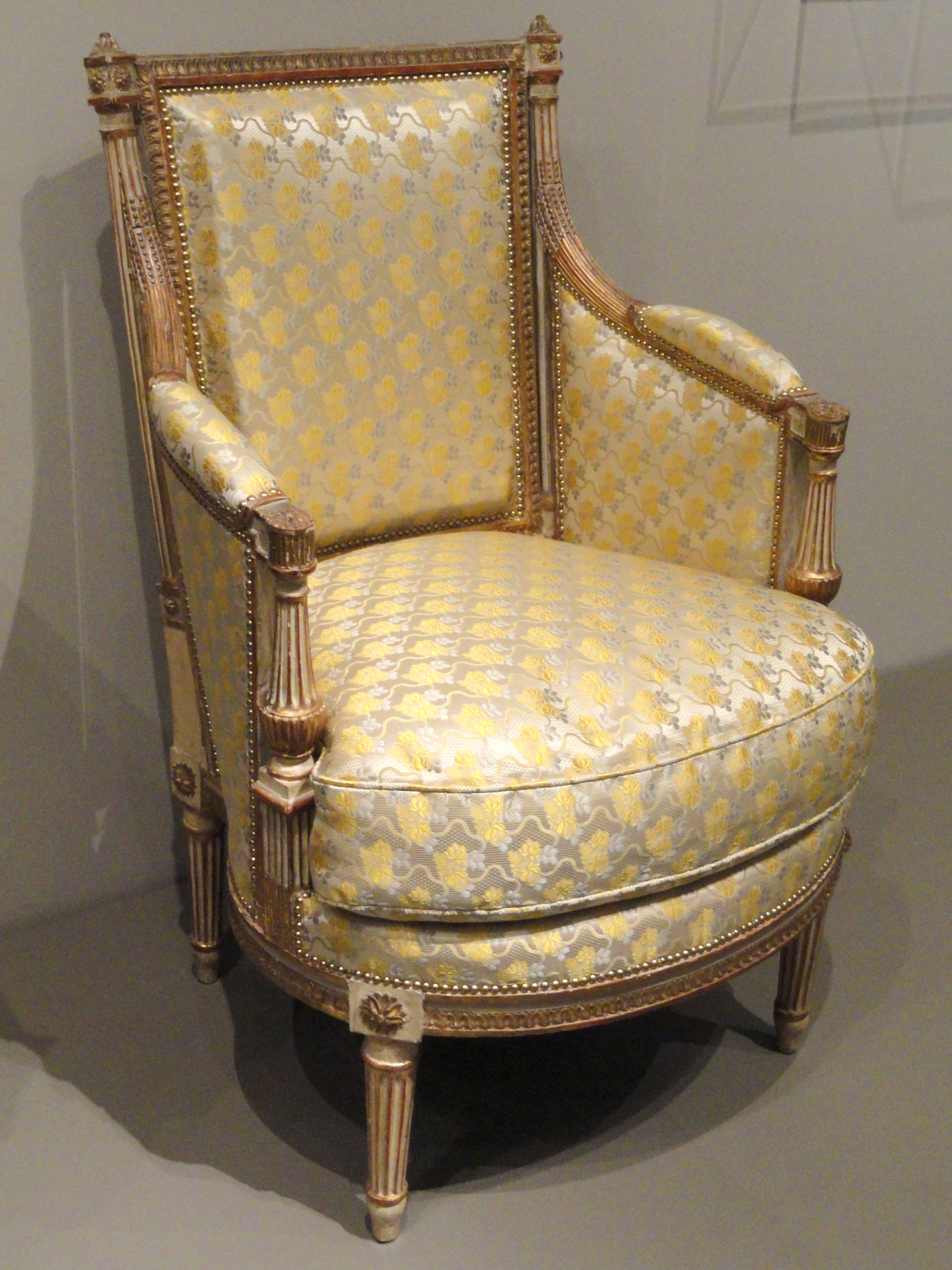
Кресло-бержер. 1780—1785. Париж
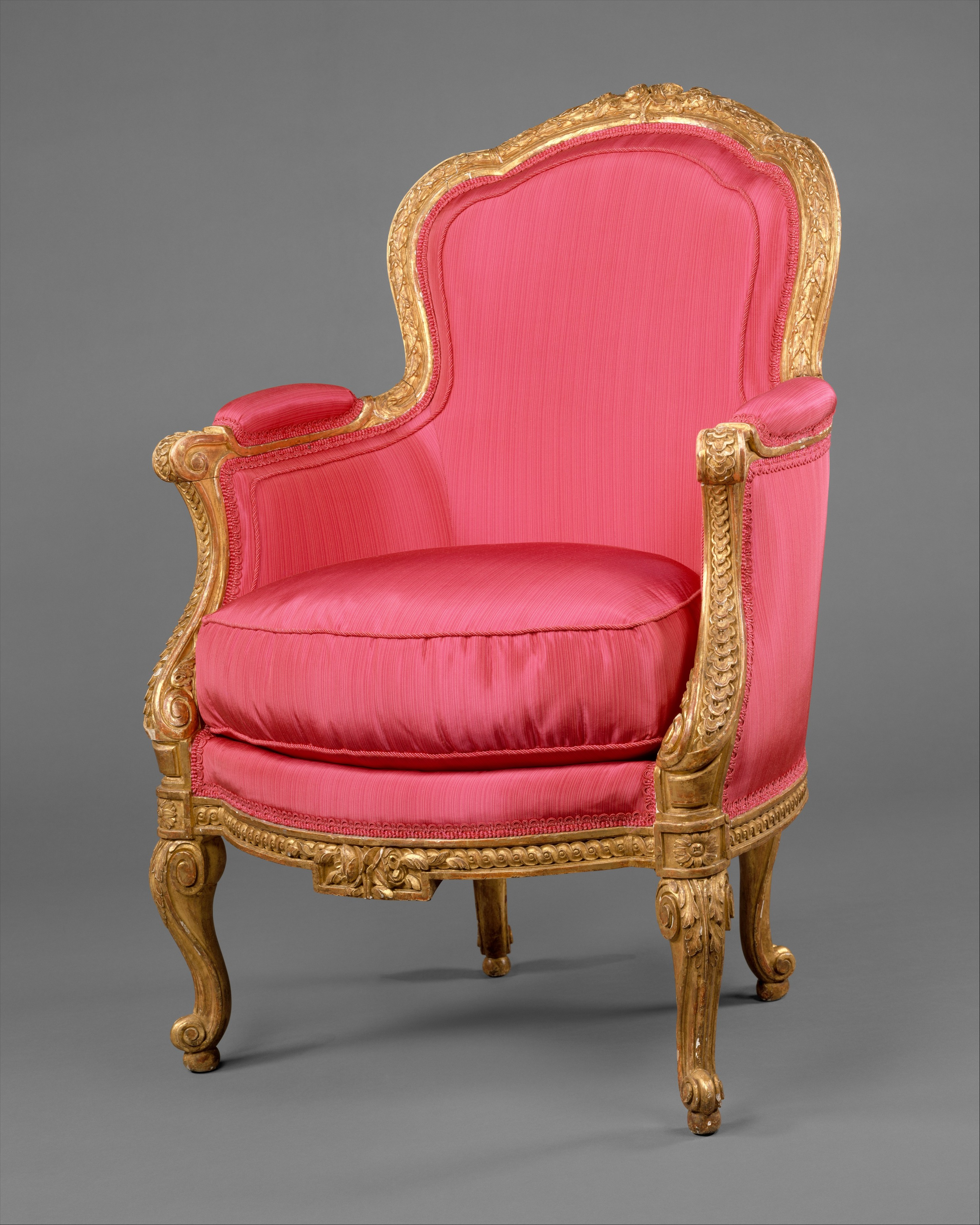
Кресло «bergère en cabriolet». 1760—1770. Париж
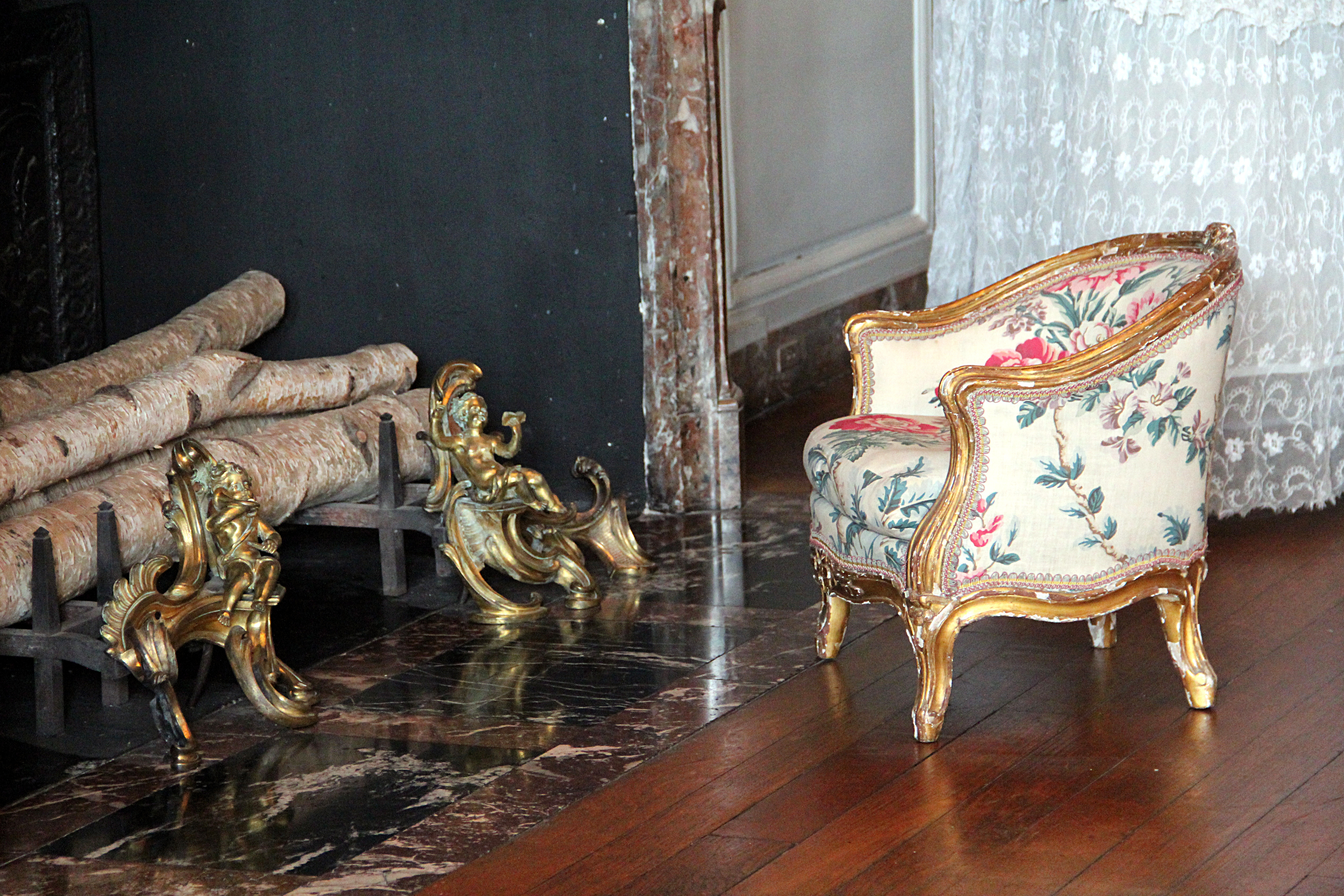
Кресло в стиле Людовика XV. Сер. XVIII в. Дворец Во-ле-Виконт
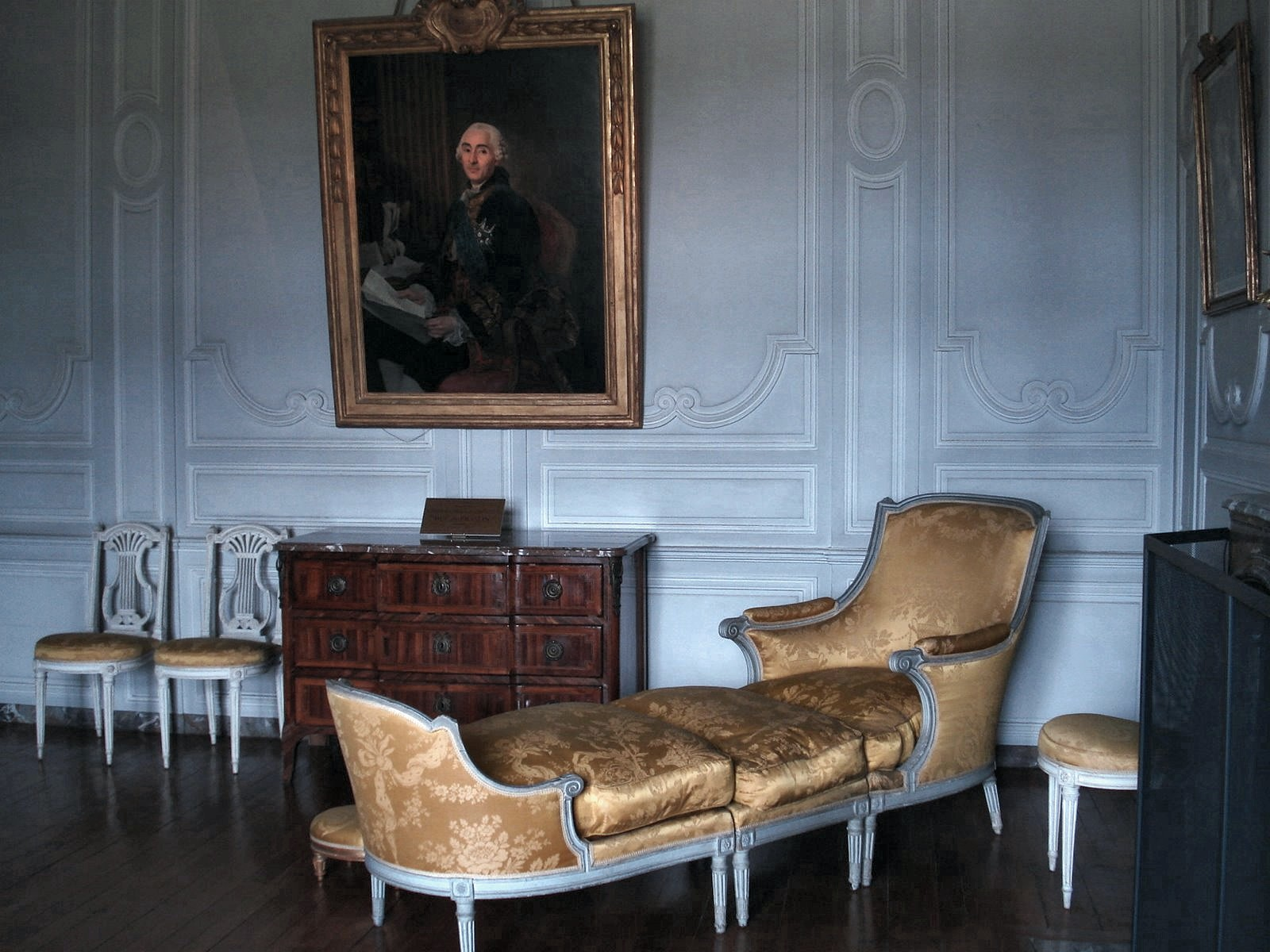
Дюшес-бризе. Дворец Во-ле-Виконт. XVIII век
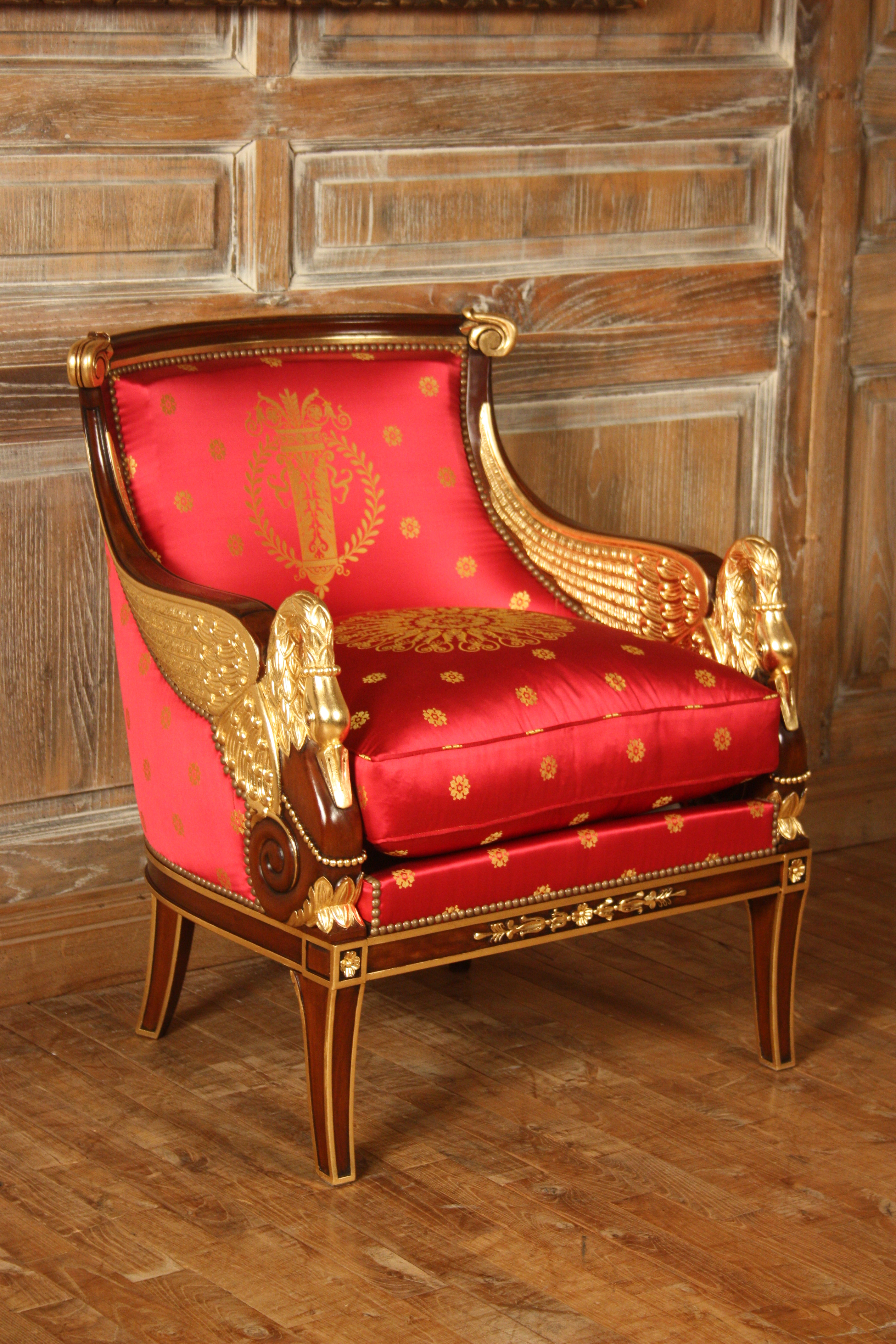
Ш. Персье и П. Фонтен. Кресло. Ампир. Начало XIX века
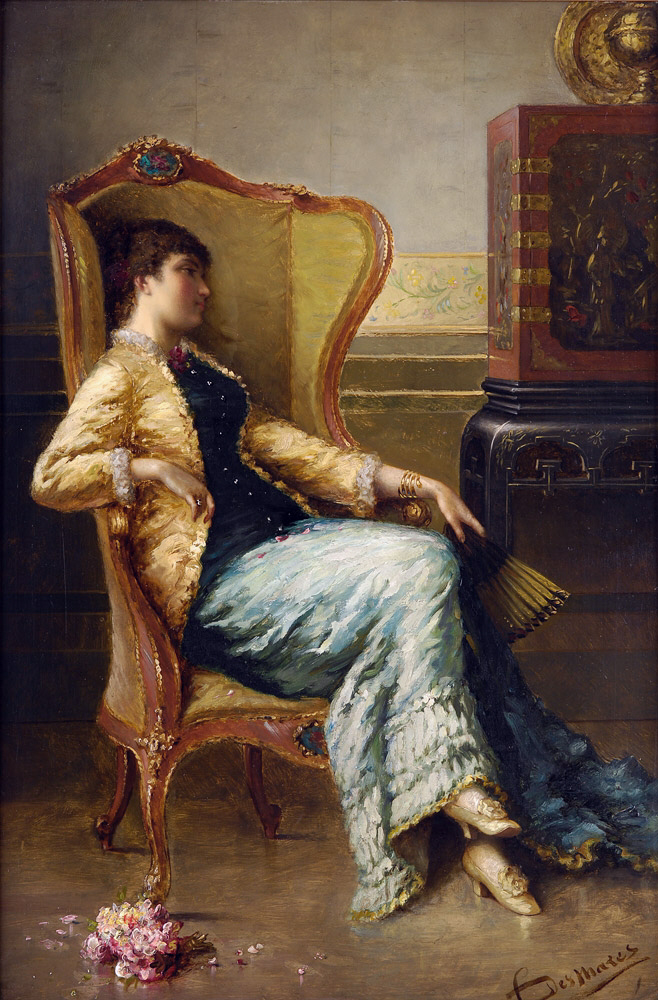
С. Демаре. Тихий момент. XIX в. Дерево, масло. Частное собрание